# Carole Piguet
Carole Lorenza Piguet (* 11. März 1962; † 25. Oktober 2023) war eine Schweizer Schauspielerin.

## Leben
Piguet war mit ihrer Körpergrösse von 98 cm eine der wenigen kleinwüchsigen Schauspielerinnen. Sie kam mit Osteogenesis imperfecta (umgangssprachlich als Glasknochenkrankheit bezeichnet) zur Welt und war auf einen Rollstuhl angewiesen. Bekannt wurde sie vor allem durch die Rolle der Monika Steiermann in Hans W. Geissendörfers Film Justiz, einer Verfilmung des gleichnamigen Buches von Friedrich Dürrenmatt.

## Filmografie
- 1993: Justiz
- 1999: Nichts als die Wahrheit